# Sarandí del Yí
Sarandí del Yí è una città dell'Uruguay, situata nel Dipartimento di Durazno.